# Jáva
Hasonló névvel lásd még: Java (egyértelműsítő lap)
Jáva (indonéz: Jawa)  Indonézia egyik szigete, melyen az ország fővárosa, Jakarta is található. Ez a világ legnépesebb szigete, egyben a világ legsűrűbben lakott területeinek egyike. A Föld tizenharmadik legnagyobb szigete.
Területe 126 650 km², lakossága 2015-ben mintegy 145 millió főre tehető. Népsűrűsége 2015-ben 1120 fő/km² körül volt.

## Földrajz
Szumátrával, Borneóval és Celebesszel együtt ez a négy sziget alkotja a Nagy-Szunda-szigeteket. Jáva Szumátrától délkeletre, Borneótól délre, Celebesztől pedig délnyugatra fekszik.
A sziget szinte teljesen vulkanikus eredetű, az ún. pacifikus tűzgyűrű része. 38 működő, illetve inaktív vulkáni kúp gazdagítja a tájat. Közöttük a két legismertebb a Bromo és a Merapi, melyek a világ legveszélyesebb vulkánjai közé tartoznak.
A Krakatau a Szunda-szorosban Jáva és Szumátra szigete között fekszik. 1883-ban hatalmas erővel tört ki és robbantotta darabjaira a szigethegyet és egyben a történelemben feljegyzett legnagyobb hangkitörést produkálta, amelyet messze földeken is érzékeltek. A kitörés következtében kialakuló cunami (szökőár) legalább 36 ezer embert ölt meg.
A vulkánkitöréseknél is fenyegetőbb helyi veszély azonban, hogy Jávát gyakran rázzák meg földrengések.

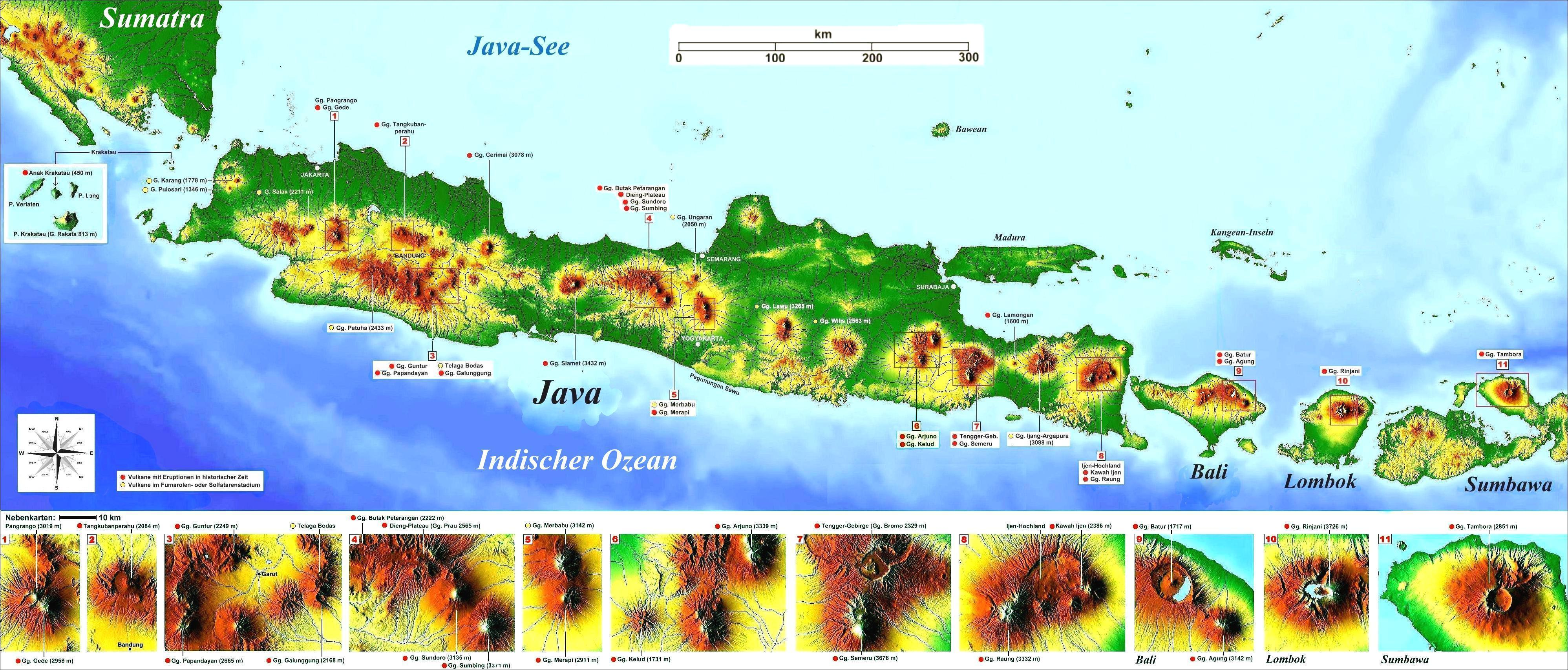
Jáva és a szomszédos szigetek domborzata és fő vulkánjai

### Aktív vulkánok
| név              | alak           | magasság | utolsó kitörés   | koordináták                                          |
| ---------------- | -------------- | -------- | ---------------- | ---------------------------------------------------- |
| Krakatau         | kaldera        | 813      | 2011 jan.        | d. sz. 6,102°, k. h. 105,423°6.102000°S 105.423000°E |
| Pulosari         | rétegvulkán    | 1346     |                  | d. sz. 6,342°, k. h. 105,975°6.342000°S 105.975000°E |
| Gunung Karang    | rétegvulkán    | 1778     |                  | d. sz. 6,270°, k. h. 106,042°6.270000°S 106.042000°E |
| Kiaraberes-Gagak | rétegvulkán    | 1511     | 1939             | d. sz. 6,73°, k. h. 106,65°6.730000°S 106.650000°E   |
| Perbakti         | rétegvulkán    | 1699     |                  | d. sz. 6,75°, k. h. 106,68°6.750000°S 106.680000°E   |
| Salak            | rétegvulkán    | 2211     | 1938             | d. sz. 6,72°, k. h. 106,73°6.720000°S 106.730000°E   |
| Gede             | rétegvulkán    | 2958     | 1957             | d. sz. 6,78°, k. h. 106,98°6.780000°S 106.980000°E   |
| Patuha           | rétegvulkán    | 2434     |                  | d. sz. 7,160°, k. h. 107,400°7.160000°S 107.400000°E |
| Wayang-Windu     | lávakupola     | 2182     |                  | d. sz. 7,208°, k. h. 107,630°7.208000°S 107.630000°E |
| Malabar          | rétegvulkán    | 2343     |                  | d. sz. 7,13°, k. h. 107,65°7.130000°S 107.650000°E   |
| Tangkuban Perahu | rétegvulkán    | 2084     | 1983             | d. sz. 6,77°, k. h. 107,60°6.770000°S 107.600000°E   |
| Papandayan       | rétegvulkán    | 2665     | 2002             | d. sz. 7,32°, k. h. 107,73°7.320000°S 107.730000°E   |
| Kendang          | rétegvulkán    | 2608     |                  | d. sz. 7,23°, k. h. 107,72°7.230000°S 107.720000°E   |
| Kamojang         | rétegvulkán    | 1730     |                  | d. sz. 7,125°, k. h. 107,800°7.125000°S 107.800000°E |
| Guntur           | komplex vulkán | 2249     | 1847             | d. sz. 7,143°, k. h. 107,840°7.143000°S 107.840000°E |
| Tampomas         | rétegvulkán    | 1684     |                  | d. sz. 6,77°, k. h. 107,95°6.770000°S 107.950000°E   |
| Galunggung       | rétegvulkán    | 2168     | 1984             | d. sz. 7,250°, k. h. 108,058°7.250000°S 108.058000°E |
| Talagabodas      | rétegvulkán    | 2201     |                  | d. sz. 7,208°, k. h. 108,070°7.208000°S 108.070000°E |
| Karaha           | fumarola       | 1155     |                  | d. sz. 7,12°, k. h. 108,08°7.120000°S 108.080000°E   |
| Cereme           | rétegvulkán    | 3078     | 1951             | d. sz. 6,892°, k. h. 108,400°6.892000°S 108.400000°E |
| Slamet           | rétegvulkán    | 3432     | 1999 máj.        | d. sz. 7,242°, k. h. 109,208°7.242000°S 109.208000°E |
| Dieng            | komplex vulkán | 2565     | 1996 dec.        | d. sz. 7,20°, k. h. 109,92°7.200000°S 109.920000°E   |
| Sundoro          | rétegvulkán    | 3136     | 1971 okt.        | d. sz. 7,300°, k. h. 109,992°7.300000°S 109.992000°E |
| Sumbing          | rétegvulkán    | 3371     | 1730             | d. sz. 7,384°, k. h. 110,070°7.384000°S 110.070000°E |
| Ungaran          | rétegvulkán    | 2050     |                  | d. sz. 7,18°, k. h. 110,33°7.180000°S 110.330000°E   |
| Telomoyo         | rétegvulkán    | 1894     |                  | d. sz. 7,37°, k. h. 110,40°7.370000°S 110.400000°E   |
| Merbabu          | rétegvulkán    | 3145     | 1797             | d. sz. 7,45°, k. h. 110,43°7.450000°S 110.430000°E   |
| Merapi           | rétegvulkán    | 2968     | 2010 okt.        | d. sz. 7,542°, k. h. 110,442°7.542000°S 110.442000°E |
| Muria            | rétegvulkán    | 1625     | 160 körül        | d. sz. 6,62°, k. h. 110,88°6.620000°S 110.880000°E   |
| Lawu             | rétegvulkán    | 3265     | 1885             | d. sz. 7,625°, k. h. 111,192°7.625000°S 111.192000°E |
| Wilis            | rétegvulkán    | 2563     |                  | d. sz. 7,808°, k. h. 111,758°7.808000°S 111.758000°E |
| Kelud            | rétegvulkán    | 1731     | 2014 feb.        | d. sz. 7,930°, k. h. 112,308°7.930000°S 112.308000°E |
| Kawi-Butak       | rétegvulkán    | 2651     |                  | d. sz. 7,92°, k. h. 112,45°7.920000°S 112.450000°E   |
| Arjuno-Welirang  | rétegvulkán    | 3339     | 1952 aug.        | d. sz. 7,725°, k. h. 112,580°7.725000°S 112.580000°E |
| Penanggungan     | rétegvulkán    | 1653     |                  | d. sz. 7,62°, k. h. 112,63°7.620000°S 112.630000°E   |
| Malang Plain     | maar           | 680      |                  | d. sz. 8,02°, k. h. 112,68°8.020000°S 112.680000°E   |
| Semeru           | rétegvulkán    | 3676     | 2021. január 16. | d. sz. 8,108°, k. h. 112,920°8.108000°S 112.920000°E |
| Tengger          | rétegvulkán    | 2329     | 2004 jún.        | d. sz. 7,942°, k. h. 112,950°7.942000°S 112.950000°E |
| Lamongan         | rétegvulkán    | 1651     | 1898             | d. sz. 7,979°, k. h. 113,342°7.979000°S 113.342000°E |
| Lurus            | komplex vulkán | 539      |                  | d. sz. 7,73°, k. h. 113,58°7.730000°S 113.580000°E   |
| Iyang-Argapura   | komplex vulkán | 3088     |                  | d. sz. 7,97°, k. h. 113,57°7.970000°S 113.570000°E   |
| Raung            | rétegvulkán    | 3332     | 2002 jún.        | d. sz. 8,125°, k. h. 114,042°8.125000°S 114.042000°E |
| Ijen             | rétegvulkán    | 2799     | 1999 jún.        | d. sz. 8,058°, k. h. 114,242°8.058000°S 114.242000°E |
| Baluran          | rétegvulkán    | 1247     |                  | d. sz. 7,85°, k. h. 114,37°7.850000°S 114.370000°E   |

## Lakosság

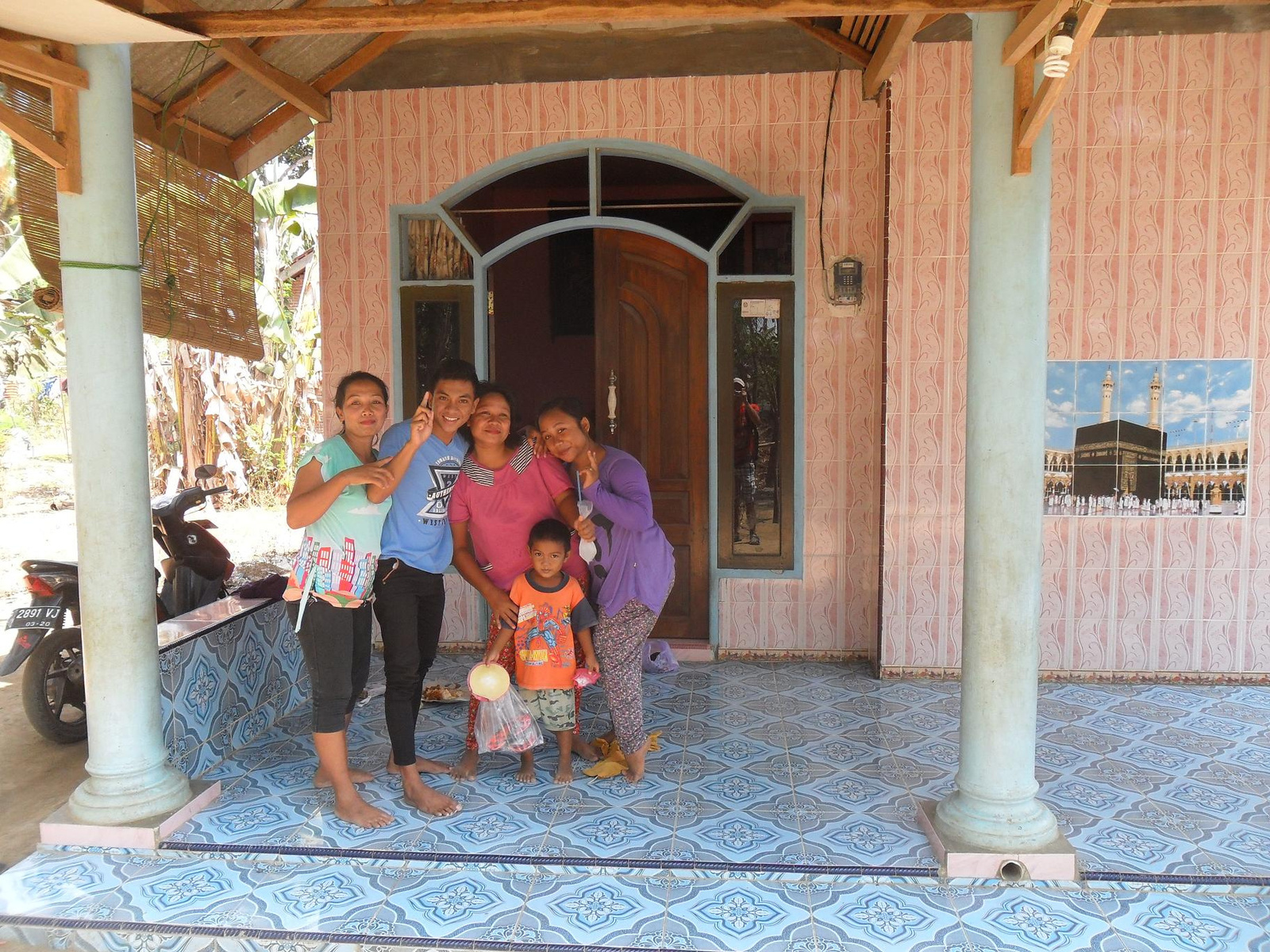
Kelet-jávaiak

A sziget népsűrűsége igen magas, 2015-ben 1120 fő/km² körül van. Jáván koncentrálódik Indonézia lakosságának kb. 60%-a.
Jáva lakóinak kétharmada a jávai népcsoporthoz tartozik. A második legnagyobb etnikum a nyugaton élő szundanézeké. A sziget északkeleti partjain maduraiak (madurézek) is élnek, a délkeleti csücskében pedig balinézek. A hivatalos indonéz nyelven (Bahasa Indonesia) kívül még főleg a jávai nyelvet beszélik. Ez a nyelv a szundai nyelvcsaládba tartozik.

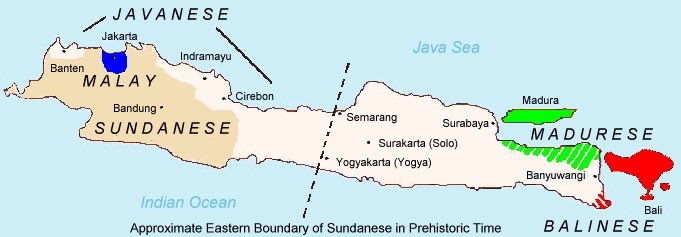
A sziget nyelvi térképe. sárga: maláj szundanéz, fehér: jávai, zöld: madura (maduréz, maduranéz) piros: balinéz

A lakosság 90%-a muzulmán. 1815-ben érkezett a szigetre az első keresztény misszionárius. Ma a keresztények száma 10% alatt van. Kelet-Jáván, Banyuwangi körül jelentősebb a hinduk száma is.

### Nagyobb városai

Jáva közlekedési térképe

- Jakarta – 11 millió lakos
- Surabaya – 2,5 millió lakos
- Bandung – 1,7 millió lakos
- Semarang – 1,3 millió lakos
- Bogor – 800 000 lakos
- Malang – 750 000 lakos
- Surakarta – 550 000 lakos
- Yogyakarta – 650 000 lakos